# Acer de Damasc

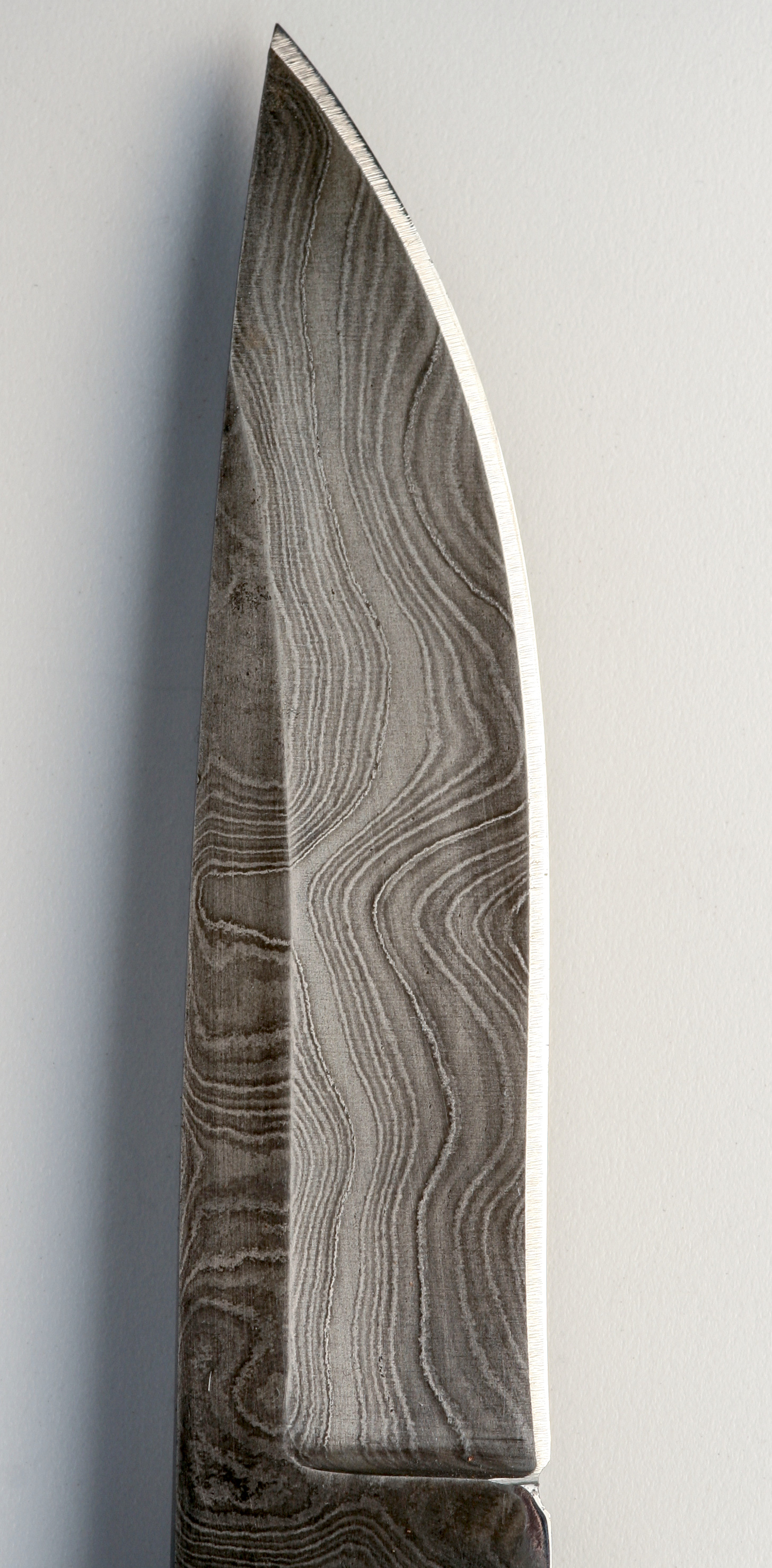
Fulla d'un ganivet d'acer damasquinat (segons el sistema modern).

L'acer de Damasc (anomenat també com acer damasquinat) és un acer de gresol emprat i elaborat a l'Orient Mitjà en l'elaboració d'espases des del 1100 aC fins al 1700. Les espases d'acer de Damasc eren llegendàries per la seva duresa i el seu tall «gairebé etern», eren molt aclamades a Europa. La tècnica emprada per a la seva elaboració és avui dia un debat entre metal·lúrgics especialistes en l'elaboració de l'acer. Les espases d'acer damasquinat es coneixien pels patrons de les seves fulles, avui en dia s'empra en l'elaboració de ganivets d'alta gamma.

## Etimologia
Els orígens del nom assignat a aquest tipus d'acers roman avui en dia en controvèrsia, però sembla segur que la paraula fa referència a les espases elaborades abans a Damasc. Al-Biruní fa referència al segle xi a l'elaboració d'espases amb acer damasquinat i al-Kindi fa referència a les espases elaborades a Damasc com damascena.

## Manufactura
Les espases originals d'acer de Damasc es van elaborar a Damasc des de l'any 900 fins a 1750. L'acer de Damasc era una mena d'aliatge que tenia al mateix temps les qualitats de duresa i flexibilitat, una combinació que el convertien en un material especial per a la fabricació de bones espases. Es diu que les primeres espases damasquinades es van trobar pels europeus durant les croades, quan es van guanyar la seva reputació de poder tallar un tros de seda en l'aire, i de poder tallar una roca sense arribar a perdre el seu tall.
Els ferrers de l'Índia i Sri Lanka al voltant del 100 aC van desenvolupar una tècnica coneguda com a acer wootz que elaborava un acer amb molt poc contingut de carboni, en una puresa desconeguda en l'època. S'afegia vidre durant la fosa del ferro i s'escalfava amb carbó vegetal. El vidre actuava com un agent que feia fluir les impureses de la barreja fent que afloressin a la superfície durant el refredament. Milers d'acereries de l'àrea de Samanalawewa a Sri Lanka van estar elaborant acer al carbó fins a començaments de l'any 300. Aquests forns de les acereries s'ubicaven de manera que els vents procedents de l'oest, els monsons, provocaven la succió necessària per poder bufar i escalfar el forn. Els llocs d'elaboració de l'acer de Sri Lanka s'han datat mitjançant carboni-14 prop de l'any 300. La tècnica creada aquí es va anar propagant lentament al llarg del món fins a arribar al Turkmenistan i l'Uzbekistan al llarg del 900, i a l'Orient Mitjà cap a l'any 1000.
Aquest procés d'elaboració de l'acer es va refinar a l'Orient Mitjà, elaborant els seus propis acers, o treballant els acers wootz adquirits a l'Índia. El procés exacte és desconegut avui en dia, però se sap que durant la manufactura els carburs arribaven a precipitar en forma de micropartícules ordenades en capes o bandes en el cos de la fulla. Els carburs són més durs i permeten donar aquesta característica mixta de duresa i flexibilitat, ideal per a les espases.

## Pèrdua de la tècnica
La tècnica es va perdre fa uns segles i ha tornat a ser redescoberta per diverses universitats, dels Estats Units i la Universitat Complutense de Madrid. Els professors A. J. Criado i J. A. Martínez, en una investigació de diversos anys, van trobar el secret de les famoses espases d'Acer de Damasc, arribant a fabricar-ne diversos exemplars.
En l'actualitat hi ha una patent per a la forja d'aquest tipus d'acer d'ultraalt contingut en carboni (acer de Damasc) propietat de la Universitat Complutense, que pot ser consultada a la pàgina web d'aquesta universitat.